# نواره کورونی
نوارهٔ کورونی زبانه‌ای ماسه‌ای از خشکی است که در دریای بالتیک واقع شده تالاب کورونی را از این دریا جدا می‌سازد. درازای این نواره ۹۸ کیلومتر است و بخش جنوبی آن در استان کالینینگراد روسیه و بخش شمالی آن در کشور لیتوانی قرار دارد.
نواره کورونی جزو میراث‌های جهانی یونسکو است.
نواره کورونی بلندترین تلماسه‌های اروپا را در خود جای داده که میانگین بلندی آن‌ها ۳۵ متر است اما بلندای برخی از این تپه‌های ماسه‌ای به ۶۰ متر هم می‌رسد.
این نواره در مسیر کوچ پرندگان قرار دارد و در کوچ‌های بهاره و پاییزه پرندگان ۱۰ تا ۲۰ میلیون پرنده از فراز نواره کورونی گذشته یا بر روی آن استراحت می‌کنند.
نام آن از نام قوم قدیمی کورونی‌ها گرفته شده‌است.

## نگارخانه

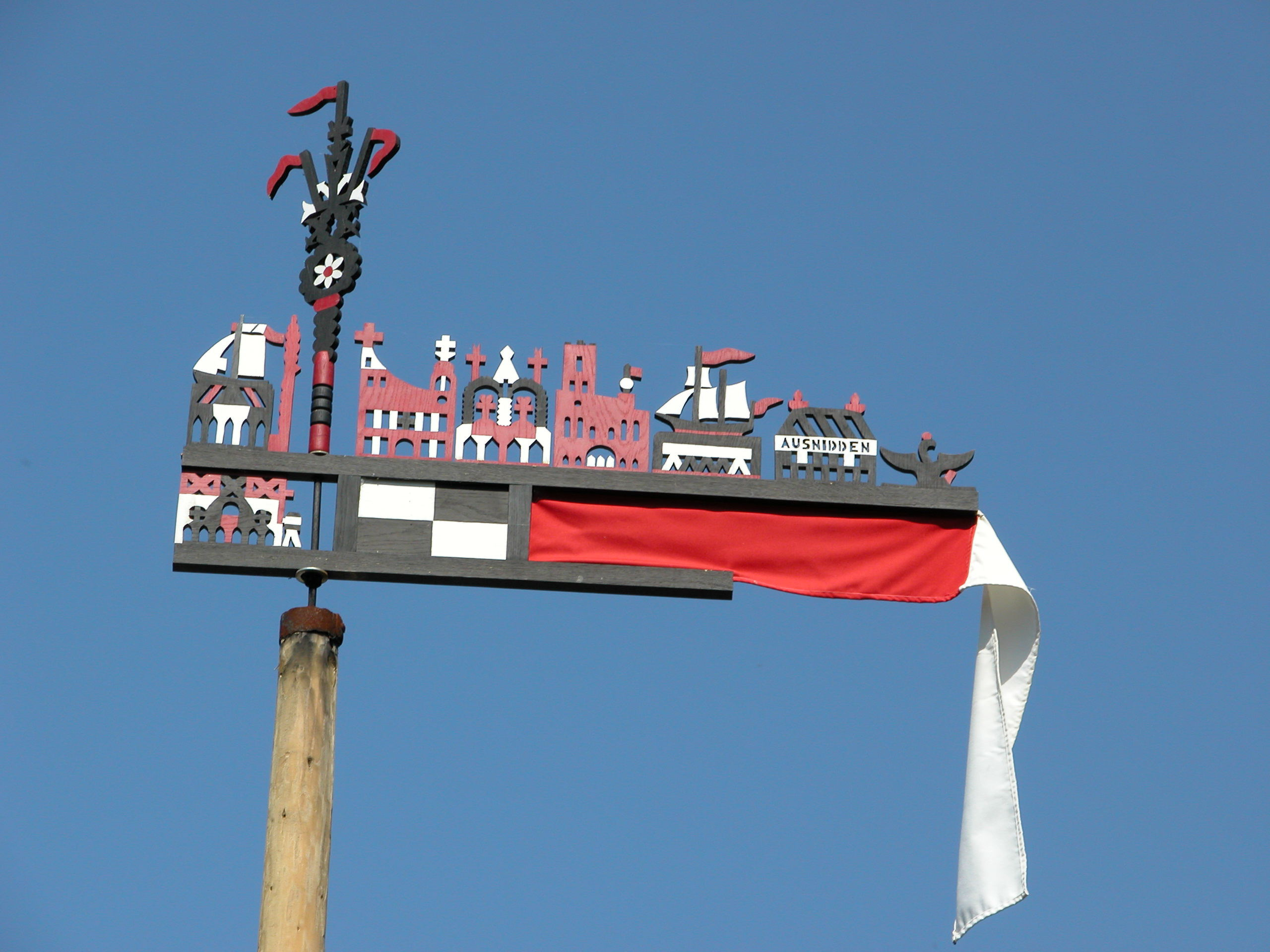
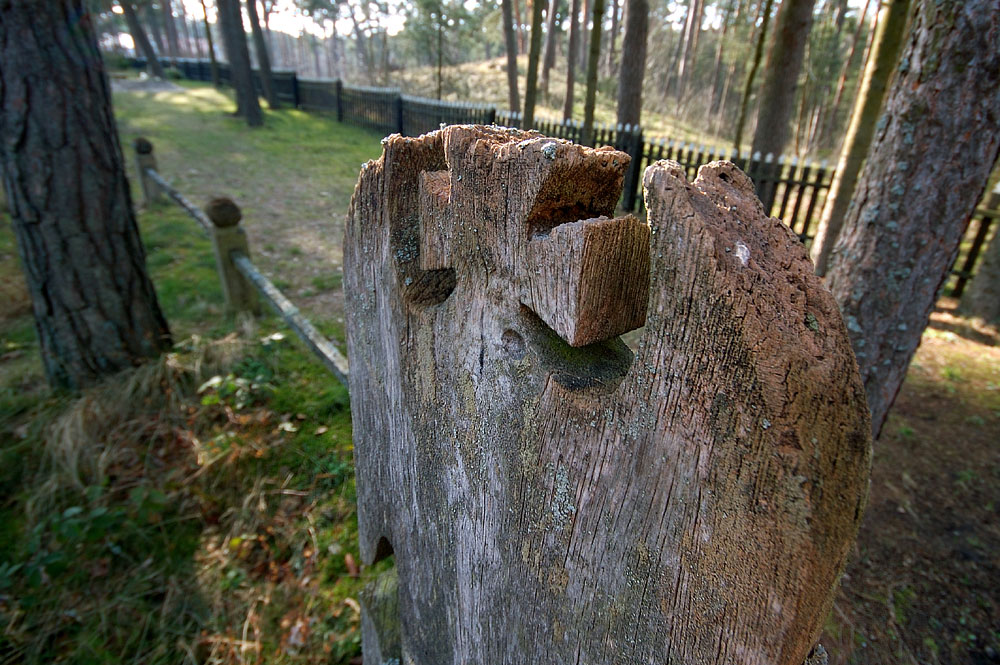
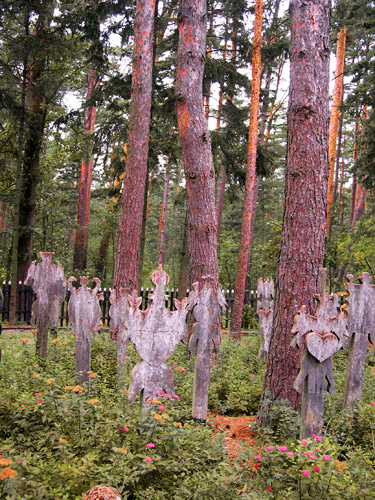
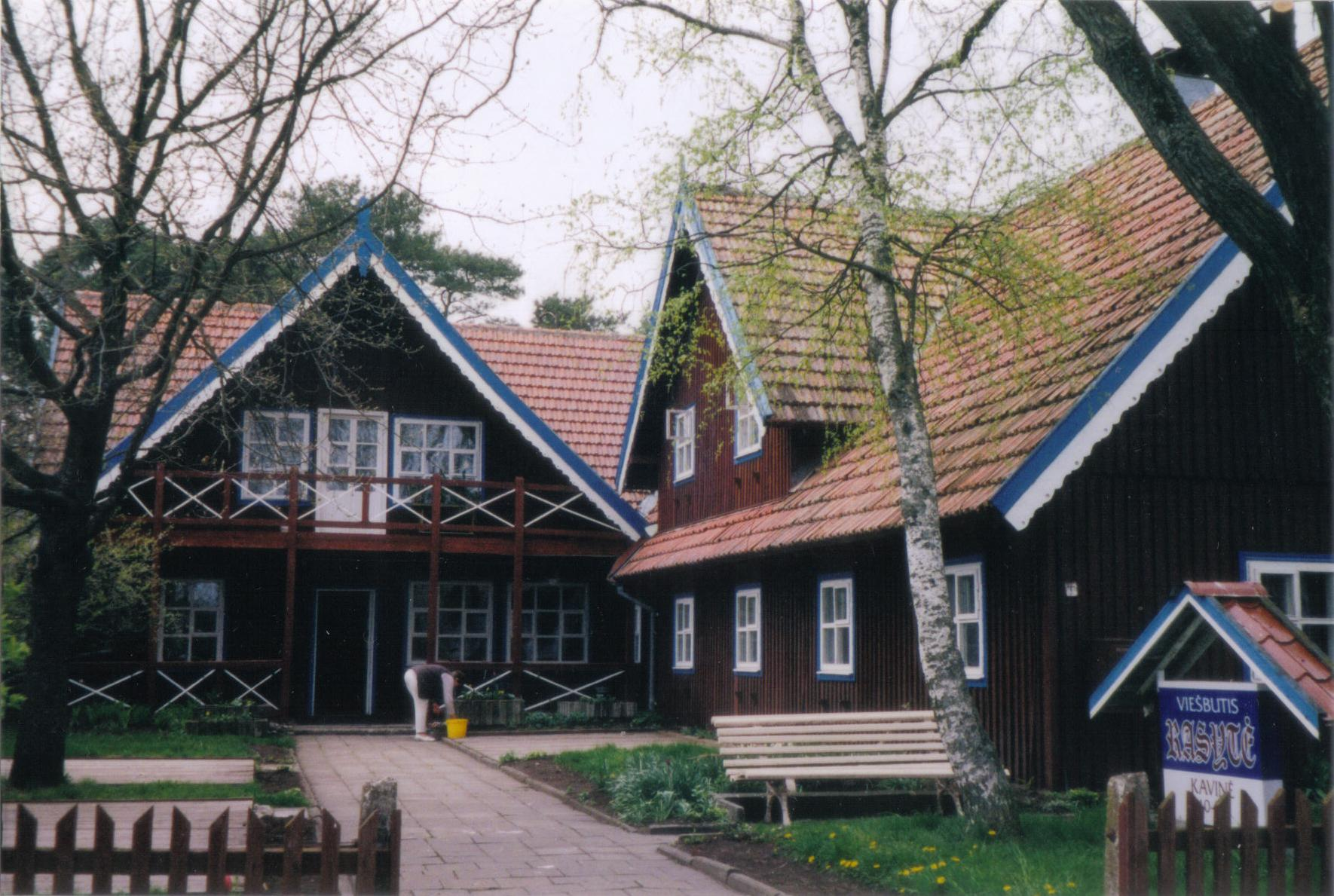
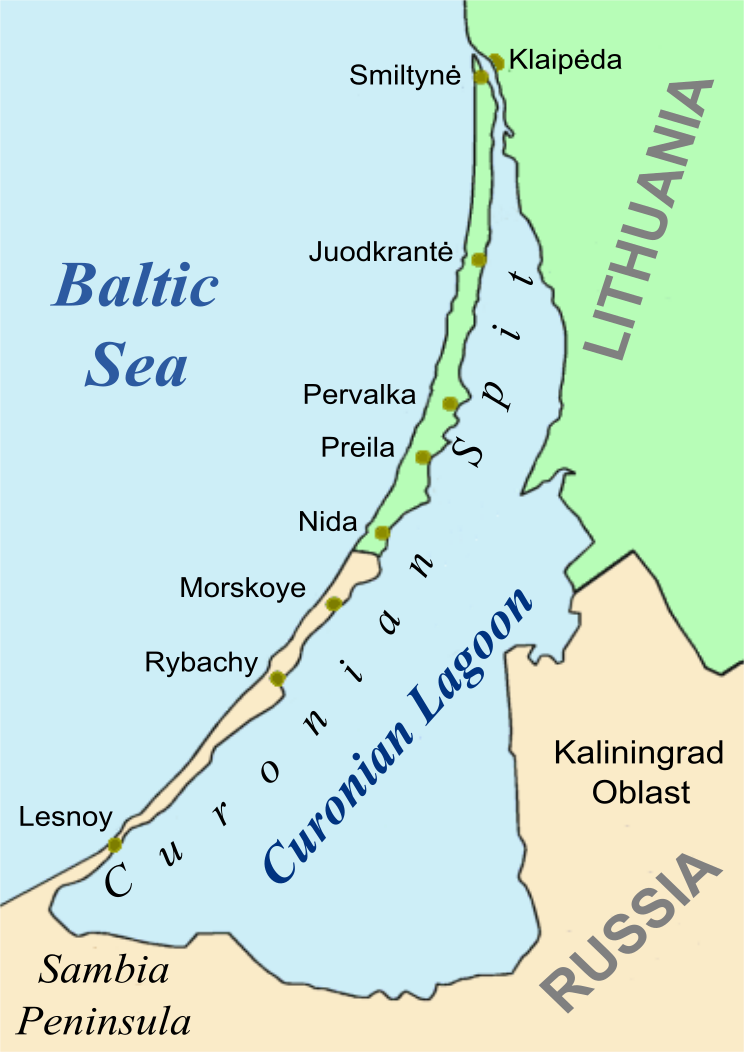
نواره و تالاب کورونی.